# Mandrachaldebie Ghisaidoobe
Mandrachaldebie Ghisaidoobe is een Surinaams bestuurder. Ze was van circa 2004 tot 2011 districtscommissaris van Saramacca.

## Biografie
Mandrachaldebie Ghisaidoobe werd in Wanica geboren. Ze is lid van de Vooruitstrevende Hervormings Partij (VHP). Medio 2003 werd ze benoemd tot districtscommissaris (dc) van Saramacca. Ze bleef aan tot januari 2011 en werd opgevolgd door Arunkoemar Ramdhani.
Ze keerde terug naar haar geboortedistrict Wanica, waar ze actief werd voor de VHP in Houttuin. In januari 2022 werd Ghisaidoobe onderscheiden als Commandeur in de Ere-Orde van de Gele Ster.